# Corinne Suter
Pour les articles homonymes, voir Suter.
Corinne Suter, née le 28 septembre 1994 à Schwytz, est une skieuse alpine suisse, spécialisée dans les épreuves de vitesse.
Sa carrière est couronnée par ses titres de championne olympique de descente en 2022 et championne du monde de descente en 2021. 
Elle est également médaillée de bronze du Super G et d'argent en descente lors des championnats du monde 2019, médaillée d'argent en Super G aux championnats du monde 2021. Victorieuse de deux petits globes en 2020 (descente et Super G).
Alignée en Coupe du Monde depuis novembre 2011, première fois dans les points en décembre 2014, premier top5 en décembre 2015 et premier podium en février 2019 à Crans-Montana juste après ses deux médailles aux Mondiaux d'Åre. Elle remporte sa première victoire en Coupe du monde le 11 janvier 2020 en s'imposant dans la descente d'Altenmarkt-Zauchensee et un mois plus tard, le 9 février 2020, sa première victoire en Super G à Garmisch. 

## Biographie
Née à Schwytz le 28 septembre 1994, Corinne Suter skie dans la station d'Ibergeregg avec ses trois frères dès l'âge de quatre ans,.
C'est sur les conseils d'une de ses amies qu'elle décide de rejoindre le ski-club et de commencer le ski de compétition. Toutefois, son caractère « trop gentil » selon ses proches la freine à ses débuts dans un sport aussi individuel que le ski alpin. 
Elle participe à ses premières courses FIS en novembre 2009 et s'engage en Coupe d'Europe à partir de janvier 2010. Elle obtient son premier top 10 dans cette compétition en décembre 2010 lors de la descente de Saint-Moritz. Elle participe ensuite aux Championnats du monde junior 2011, où elle est 9e du super G et 20e de la descente et au Festival olympique de la jeunesse européenne 2011, où elle termine septième du slalom.

### Débuts en Coupe du monde
Après avoir remporté le slalom géant du championnat de Nouvelle-Zélande en septembre 2011, Suter participe à ses premières courses de Coupe du monde en novembre à Aspen, mais elle ne termine pas le slalom géant ni le slalom. Elle monte cependant sur le podium en slalom géant lors de courses de la Coupe nord-américaine ayant lieu au même endroit. Elle remporte sa première course de Coupe d'Europe, un slalom géant, en décembre à Valtournenche. Lors des Championnats du monde juniors 2012, elle termine notamment quatrième du super G et troisième du combiné. Elle termine trois fois deuxième des Championnats suisses 2012.
Corinne Suter remporte la médaille d'argent du super G lors des Championnats du monde juniors 2013. Lors de la saison suivante, elle est championne du monde juniors en super G et en descente et remporte les classements de ces deux disciplines en Coupe d'Europe, ce qui lui permet d'être deuxième du classement général. Elle obtient également son premier titre aux Championnats de Suisse. Le 5 décembre 2014, elle gagne ses premiers points en Coupe du monde en terminant 30e de la descente de Lake Louise. En janvier 2015, elle chute et se blesse à la tête du tibia ce qui l'oblige à terminer sa saison. Lors de sa convalescence, elle décide de faire appel à un coach mental. 
Suter termine cinq fois dans le top 10 en Coupe du monde pendant la saison 2015-2016. Le 7 février 2016, elle chute lors du super G de Garmisch-Partenkirchen. Une commotion cérébrale et une contusion à la cuisse gauche l'obligent à faire une pause mais elle est de retour en Coupe du monde deux semaines plus tard. Le 3 décembre 2016, elle termine quatrième de la descente de Lake Louise ce qui est son meilleur résultat en Coupe du monde jusque là. En septembre 2017, elle chute à nouveau lors de la préparation d'avant-saison au Chili et elle est opérée au pouce gauche. Elle termine deux fois dans le top 10 en Coupe du monde pendant la saison. Lors des Jeux olympiques de 2018, elle est 17e du super-G et sixième de la descente.

### 2019: le déclic à Åre
Pendant l'été 2018, Suter est victime d'une infection du sang (septicémie) et passe quatre jours à l'hôpital. L'infection aurait pu nécessiter une amputation du pied mais elle s'en sort sans mal. Elle manque presque deux mois d'entraînements,. Elle termine deux fois quatrième en Coupe du monde en janvier 2019. 
Alors qu'elle n'est jamais montée sur un podium en Coupe du monde jusque là, elle remporte deux médailles lors des Championnats du monde 2019, qui ont lieu à Åre : le bronze lors du super-G et l'argent lors de la descente. Elle identifie ce moment comme le tournant de sa carrière et déclare qu'elle croit enfin en elle depuis cet événement alors qu'elle se sous-estimais auparavant.
Initialement classée cinquième de la descente de Crans-Montana le 23 février 2019, Suter est reclassée au troisième rang après correction des temps et se retrouve donc pour la première fois sur le podium d'une épreuve de Coupe du monde.

### 2020: premier globe de descente
Sa saison de Coupe du monde 2019-2020 se déroule aux avant-postes dans ses deux spécialités de la vitesse. En descente, outre sa première victoire à Altenmarkt le 11 janvier 2020, elle obtient quatre podiums, est systématiquement classée dans le Top 10 (son plus mauvais résultat est une 9e place à Bansko), au point qu'à une course de la fin, elle ne peut plus être rejointe en tête du classement de la spécialité, ce qui lui permet de s'adjuger le premier petit globe de cristal de sa carrière. Elle est la première skieuse suisse à remporter ce trophée depuis Chantal Bournissen en 1991. Elle obtient également au cours du même hiver une première victoire en Super G à Garmisch le 9 février, une discipline où elle obtient trois podiums et n'est jamais classée plus loin que 6e, ce qui la voit occuper la tête du classement Super G avec 20 points d'avance sur Federica Brignone à une course de la fin, celle-ci devant se dérouler lors des finales de Cortina d'Ampezzo, lesquelles sont annulées en raison de l'épidémie de Coronavirus Covid-19. En conséquence, Corinne Suter s'adjuge aussi le globe de cristal du Super-G.

### 2021: championne du monde
Lors de la saison 2020-2021, Corinne Suter obtient une victoire, dans la descente de Val d'Isère, sa deuxième dans la discipline et la troisième de sa carrière, et obtient sept podiums en tout, en descente et Super-G, ce qui la voit finir 8e du classement général et sur le podium de ceux des deux épreuves de vitesse (2e pour la descente derrière Sofia Goggia et 3e pour le Super-G derrière sa compatriote Lara Gut-Behrami suivie par Federica Brignone). 
Mais surtout, son hiver est couronné par le titre de Championne du monde de descente, le 13 février 2021, lorsqu'elle s'impose sur l'Olimpia Delle Tofane de Cortina d'Ampezzo en battant Kira Weidle de 20/100e de seconde, alors que Lara Gut-Behrami prend le bronze à 37/100e. A Cortina, cette dernière remporte le Super-G, et Corinne Suter prend la médaille d'argent à 37/100e : elle est donc la meilleure spécialiste de la vitesse lors des Mondiaux 2021.

### 2022: championne olympique
Blessée aux deux tibias pendant un entraînement de Super G à Zermatt, Corinne Suter est un peu en retrait pendant la saison 2021-2022, malgré une 5ème et une 3ème place à Lake Louise en décembre. Elle déclare alors n'être encore qu'à 70 ou 80% de ses capacités. Elle ne revient véritablement en forme qu'en janvier avec un podium à Zauchensee et deux top5 à Cortina et ne signe sa première victoire qu'à Garmisch en janvier, devant sa compatriote Jasmine Flury.
Elle devient le 15 février 2022 championne olympique de descente à Pékin, obtenant sa première médaille aux Jeux, battant de 16/100e de seconde la tenante du titre Sofia Goggia, qui domine la discipline en Coupe du monde, mais qui a couru blessée cette descente olympique.
Elle est championne de Suisse de Super G pour la troisième fois le 25 mars 2022, l'emportant devant Jasmina Suter et Michelle Gisin.

### 2024
Le 26 janvier, Corinne Suter subit une rupture du ligament croisé antérieur associée à une lésion méniscale au genou gauche lors d'une descente à Cortina d'Ampezzo. Cette blessure met un terme à sa saison.

## Palmarès

### Jeux olympiques
| Édition / Épreuve   | Descente | Super G |
| ------------------- | -------- | ------- |
| JO 2018 Pyeongchang | 6e       | 17e     |
| JO 2022 Pékin       | Or       | 13e     |

### Championnats du monde
| Édition / Épreuve                | Descente | Super G | Slalom géant |
| -------------------------------- | -------- | ------- | ------------ |
| Mondiaux 2017 Saint-Moritz       | 18e      | 12e     | -            |
| Mondiaux 2019 Åre                | Argent   | Bronze  | -            |
| Mondiaux 2021 Cortina d'Ampezzo  | Or       | Argent  | 18e          |
| Mondiaux 2023 Courchevel-Méribel | Bronze   | 20e     | -            |

### Coupe du monde
- Premier départ : 26 novembre 2011, géant d'Aspen, DNF1
- Premier top30 : 21 février 2016, Super G de La Thuile, 15ème
- Premier top10 : 5 décembre 2015, descente de Lake Louise, 6ème
- Premier podium : 23 février 2019, descente de Crans-Montana, 3ème
- Première victoire : 11 janvier 2020, descente de Zauchensee
- Meilleur classement général : 4e en 2020.
- 2 petits globes de cristal :
  - Vainqueure du classement de descente en 2020
  - Vainqueure du classement de super G en 2020
- 26 podiums dont 5 victoires

| Saison / Épreuve | Descente               | Super-G                | Total |
| 2019-2020        | Altenmarkt-Zauchensee  | Garmisch-Partenkirchen | 2     |
| 2020-2021        | Val-d'Isère            |                        | 1     |
| 2021-2022        | Garmisch-Partenkirchen |                        | 1     |
| 2022-2023        |                        | Lake Louise            | 1     |
| Total            | 3                      | 2                      | 5     |

| Saison/Classement | Général | Général | Descente | Descente | Super G | Super G | Slalom géant | Slalom géant | Slalom | Slalom | Combiné | Combiné |
| Saison/Classement | Class.  | Points  | Class.   | Points   | Class.  | Points  | Class.       | Points       | Class. | Points | Class.  | Points  |
| ----------------- | ------- | ------- | -------- | -------- | ------- | ------- | ------------ | ------------ | ------ | ------ | ------- | ------- |
| 2014-2015         | 117e    | 4       | 48e      | 1        | 54e     | 3       | -            | -            | -      | -      | -       | -       |
| 2015-2016         | 29e     | 356     | 9e       | 240      | 18e     | 116     | -            | -            | -      | -      | -       | -       |
| 2016-2017         | 33e     | 274     | 15e      | 138      | 13e     | 124     | -            | -            | -      | -      | 41e     | 12      |
| 2017-2018         | 34e     | 246     | 20e      | 109      | 15e     | 137     | -            | -            | -      | -      | -       | -       |
| 2018-2019         | 18e     | 393     | 6e       | 288      | 16e     | 105     | -            | -            | -      | -      | -       | -       |
| 2019-2020         | 4e      | 837     | 1re      | 477      | 1re     | 360     | -            | -            | -      | -      | -       | -       |
| 2020-2021         | 8e      | 753     | 2e       | 410      | 3e      | 310     | 30e          | 33           | -      | -      | -       | -       |
| 2021-2022         | 9e      | 697     | 2e       | 407      | 8e      | 277     | 45e          | 13           | -      | -      | -       | -       |
| 2022-2023         | 12e     | 571     | 3e       | 309      | 6e      | 259     | 47e          | 3            | -      | -      | -       | -       |

### Coupe d'Europe
- Premier départ : 19 janvier 2010, descente de St-Moritz, 53ème
- Premier top30 : 15 décembre 2010, combiné de St-Moritz, 13ème
- Premier top10 : 16 décembre 2010, descente de St-Moritz, 6ème
- Premier podium et première victoire : 19 décembre 2011, géant de Valtournenche
- Meilleur classement au général : 2ème en 2014
- 1ère aux classements de la descente et du Super G en 2014
- 12 podiums, dont 7 victoires

| Saison/Classement | Général | Général | Descente | Descente | Super G | Super G | Géant  | Géant  | Slalom | Slalom | Combiné | Combiné |
| Saison/Classement | Class.  | Points  | Class.   | Points   | Class.  | Points  | Class. | Points | Class. | Points | Class.  | Points  |
| ----------------- | ------- | ------- | -------- | -------- | ------- | ------- | ------ | ------ | ------ | ------ | ------- | ------- |
| 2010-2011         | 80e     | 80      | 26e      | 40       | 36e     | 20      | -      | -      | -      | -      | 33e     | 20      |
| 2011-2012         | 31e     | 266     | 32e      | 35       | 46e     | 24      | 10e    | 216    | -      | -      | -       | -       |
| 2012-2013         | 7e      | 674     | 5        | 266      | 2e      | 260     | 18e    | 142    | -      | -      | 31e     | 12      |
| 2013-2014         | 2e      | 702     | 1re      | 324      | 1re     | 316     | 39e    | 50     | -      | -      | 31e     | 12      |
| 2014-2015         | 120e    | 32      | 22e      | 32       | -       | -       | -      | -      | -      | -      | -       | -       |
| 2015-2016         | 143e    | 16      | -        | -        | -       | -       | 56e    | 16     | -      | -      | -       | -       |

### Nor-Am Cup
- 7 courses disputées en 2011, dont 2 podiums en géant.

### Championnats du monde junior
| Édition / Épreuve              | Descente | Super G | Slalom géant | Slalom  | Combiné | Team Event |
| ------------------------------ | -------- | ------- | ------------ | ------- | ------- | ---------- |
| 2011 Crans-Montana             | 20e      | 9e      | -            | Abandon | -       | -          |
| Mondiaux 2012 Roccaraso        | -        | 4e      | 7e           | 12e     | Bronze  | -          |
| Mondiaux 2013 Mont Sainte-Anne | 15e      | Argent  | Abandon      | 21e     | -       | -          |
| Mondiaux 2014 Jasná            | Or       | Or      | 12e          | -       | Abandon | Argent     |

### Championnats de Suisse
Championne de descente 2014 
Championne de descente 2017
Championne de super G 2017
Championne de descente 2019
Championne de super G 2019
Championne de super G 2022
Vice-championne de Super G 2012
Vice-championne de slalom 2012
Vice-championne de combiné 2012
Vice-championne de Super G 2013
Troisième de la descente 2016